# Signelia Häggblom
Annie Signelia Häggblom, född 6 juni 1917 i Eckerö, död 16 juni 2010 i Hammarby församling, Stockholms län, var en finländsk författare. 
Inspirerad av musikprofessorn Otto Andersson, som ägde förlaget Bro i Åbo, debuterade Häggblom med den romantiska folklivsskildringen Där föddes en flicka (1943). Boken blev en försäljningssuccé och följdes av de historiska romanerna Vinden bär hem (1944) och I skuggan av Kastelholm (1945), som gjorde henne till en av de mest lästa författarna i finlandssvensk litteratur. Hennes framgångar bidrog till den fräna "folksmaksdebatten", där akademiska kritiker i Helsingfors starkt kritiserade den folkliga och i deras ögon förljugna litteratur som hon representerade. Efter romanen När bergen blommar (1950) tystnade hon för att 1994, i ett annat litteraturklimat, göra comeback med romanen Innan dagen gryr. Synen på författarskapet har delvis reviderats av senare forskning, som lyft fram Häggbloms ursprungliga litterära begåvning. Som åländsk folklivsskildrare binder hon samman den tradition av kvinnligt berättande som inleds av Sally Salminen och når sin kulmen hos Anni Blomqvist.